# رازمیک پطروسیان
رازمیک آرشاکی پطروسیان (ارمنی: Ռազմիկ Արշակի Պետրոսյան؛ زادهٔ ۷ نوامبر ۱۹۴۰) یک  سیاستمدار اهل ارمنستان است که از تاریخ ۱۹۹۰ تا تاریخ ۱۹۹۵ سمت نمایندگی دوره اول شورای عالی جمهوری ارمنستان را برعهده داشت.

## زندگی‌نامه
در 	۷ نوامبر ۱۹۴۰ در ارمنستان به دنیا آمد . 